# Prison Architect
Prison Architect est un jeu vidéo de simulation développé par l'entreprise britannique Introversion Software. Le titre est d'abord lancé grâce au soutien des internautes sur une plateforme participative en septembre 2012 qui ont alors la possibilité de précommander une version alpha du jeu, le jeu est ensuite mis à jour toutes les trois à quatre semaines.
Avec plus de 337 700 copies vendues, Prison Architect réalise dès son lancement 10,7 millions de dollars de recettes. Le jeu est présenté en 2012 à l'Independent Games Festival,.
Le jeu sort le 6 octobre 2015, il est disponible au téléchargement sur la plateforme Steam.
Une suite, Prison Architect 2, est attendue pour le 3 septembre 2024,.

## Système de jeu
Prison Architect est un jeu vidéo en 2D de construction et de gestion où le joueur prend le contrôle d'une prison virtuelle et doit y gérer plusieurs aspects qui couvrent la construction, la gestion du personnel, la nourriture, le bien-être des détenus ou encore l'équilibre financier de l'établissement. Des fonctionnalités supplémentaires sont débloquées au fur et à mesure de la partie.
Il n'existe pas de victoire, le joueur peut théoriquement étendre sa prison à l'infini. Le joueur peut en revanche perdre la sauvegarde de sa prison en fonction de certaines conditions, tel qu'un trop grand nombre de morts ou une situation incontrôlée de manière prolongée dans la prison.

## Développement
La version 2.0, finale du jeu, est sortie le 26 août 2016. Son développement est terminé mais le jeu continue d'être mis à jour pour des corrections de bugs et de nouvelles fonctionnalités.
Le 19 décembre 2017, la mise à jour 13 est publiée.

## Récompenses
- BAFTA Games Award for Persistent Game en 2016.